# Bernardo Castelletto
Bernardo Castelletto (Genova, ... – 1625) è stato un poeta e naturalista italiano. Fu attivo a Genova a cavallo tra il XVI e XVII secolo.

## Biografia
Bernardo Castelletto, da non confondere con il pittore Bernardo Castello, suo contemporaneo e conoscente, fu un importante rappresentante della cultura della Genova del XVI e XVII secolo.

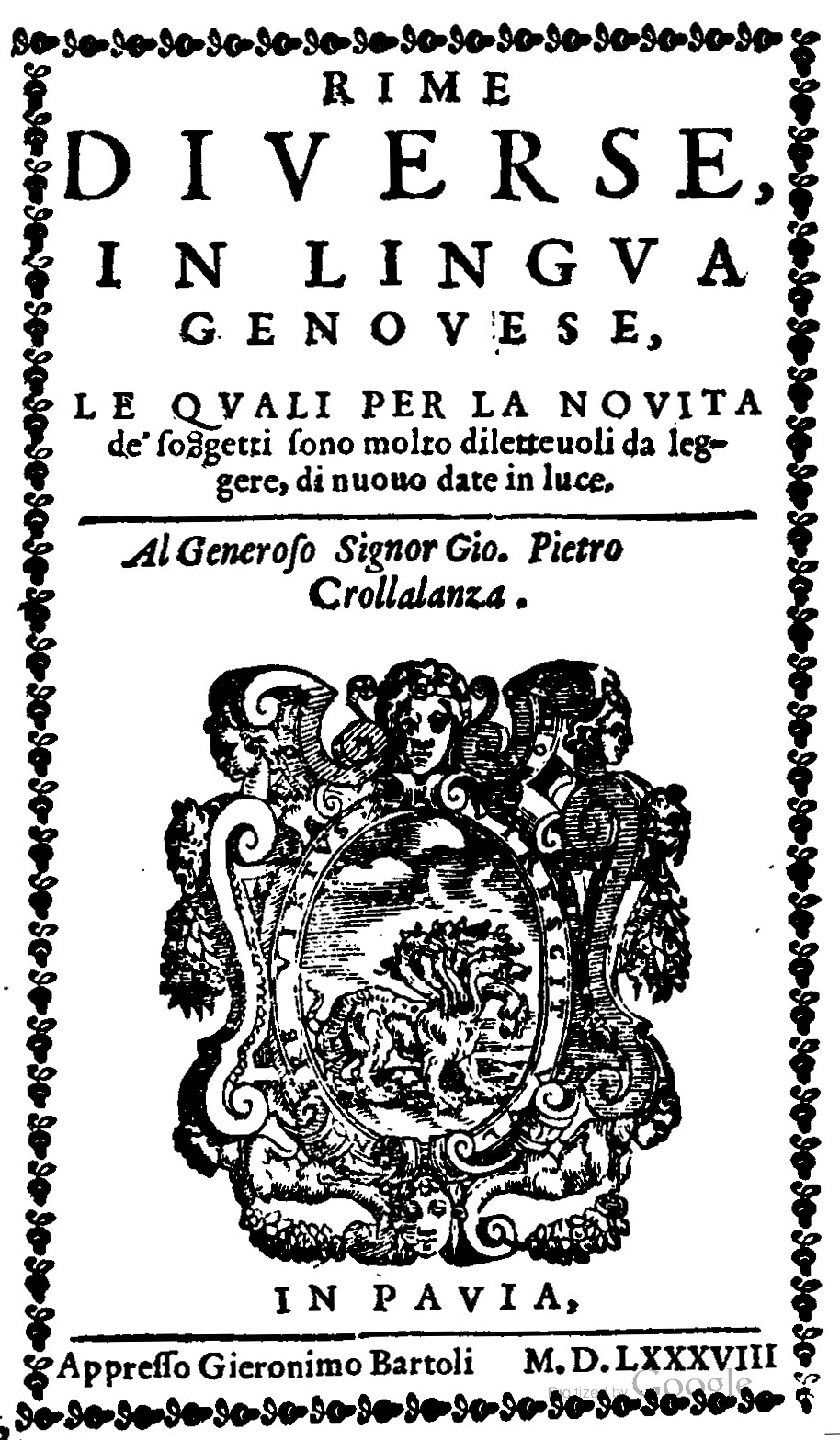
Frontespizio del "Rime diverse in lingua genovese".

Di lui sono pervenute alcune poesie in lingua toscana e fu tra i compositori inseriti nella raccolta Rime diverse in lingua genovese, curata da Cristoforo Zabata, con la poesia in genovese "Buxotto hoste de Recco", in cui prende bonariamente in giro la tirchieria del poeta Paolo Foglietta.
Raffaele Soprani lo ricorda come erudito ed a supporto di questa affermazione rimangono citazioni a proposito del Castelletto in lettere e opere dei suoi contemporanei, soprattutto in ambito naturalista. Fu in contatto epistolare con l'umanista di origine genovese Gian Vincenzo Pinelli, residente a Padova, con cui collaborò, inviandogli campioni botanici liguri per i suoi studi. 
Altro grande personaggio rinascimentale con cui fu in contatto epistolare fu il bolognese Ulisse Aldrovandi, a cui fornì reperti mineralogici, botanici e animali, soprattutto ittici, per i suoi studi.
Il Castelletto viene citato nell'opera "Nautica mediterranea" del romano Bartolomeo Crescenzi, suo amico, come possessore di un interessante magnete naturale.
Nelle sue collezioni, oltre a reperti naturalistici, vantava importanti documenti medioevali, alcuni riguardanti gli Adorno, e tramite i rapporti epistolari tra Gabriello Chiabrera e Bernardo Castello, siamo a conoscenza che il Castelletto possedeva i prospetti dei Palazzi dei Rolli di Genova, prima ancora che Peter Paul Rubens realizzasse il suo celeberrimo libro "Palazzi di Genova".